# Aviezri Fraenkel
Aviezri Siegmund Fraenkel (em hebraico:  אביעזרי פרנקל; Munique, 1929) é um matemático israelense.